# Apanteles thespis
Apanteles thespis är en stekelart som beskrevs av De Saeger 1944. Apanteles thespis ingår i släktet Apanteles och familjen bracksteklar. Inga underarter finns listade i Catalogue of Life.